# Шумилов, Виктор Егорович
Ви́ктор Его́рович Шуми́лов (1920—2009) — советский военный фотокорреспондент, член Союза журналистов России, участник Великой Отечественной войны.
В годы Великой Отечественной войны в качестве военного фотокорреспондента 1-й гвардейской танковой бригады гвардии ефрейтор В. Е. Шумилов запечатлел в своих снимках все основные этапы боевого пути бригады. После войны работал внештатным корреспондентом ТАСС, член Союза журналистов.

## Биография
Родился 9 февраля 1920 года в селе Тимошино Сольвычегодского уезда Северо-Двинской губернии (ныне Верхнетоемского района Архангельской области). Русский. В семье было пятеро детей. Отец работал кочегаром (позже — машинистом), мать — дояркой. Впервые услышал о фотоделе на уроке физики и смастерил собственную камеру, используя обычный ящик и линзы от очков. Спустя некоторое время юный фотограф купил фотоаппарат «ФЭД», а с 1937 года стал работать в типографии печатником, наборщиком и переплётчиком.
В 1939 году поступил на заочные годичные курсы при фотохронике ТАСС, которые окончил в 1940 году. В 1940 году был призван на службу в Красную Армию. Служил на Западной Украине в городе Станислав (ныне Ивано-Франковск) рядовым бойцом, старшим наборщиком красноармейской малотиражки.
Участник Великой Отечественной войны с 22 июня 1941 года. В качестве военного фотокорреспондента 1-й гвардейской танковой бригады гвардии ефрейтор В. Е. Шумилов сражался под Москвой, защищал Воронежскую землю, участвовал в Курской битве, освобождал Правобережную Украину, Прикарпатье, Польшу. Войну закончил в Берлине, оставил свой автограф на рейхстаге. В своих снимках запечатлел все основные этапы боевого пути бригады, многие эпизоды — вручение гвардейского знамени и орденов бригаде, клятву гвардейцев на верность Родине, танки в походе и в бою, суровые будни военных лет и образы своих боевых товарищей. Член ВКП(б) с 1945 года.
Более 25 лет своей жизни посвятил военной журналистике. После войны гвардии лейтенант (c 1947 года — в запасе) В. Е. Шумилов был внештатным корреспондентом ТАСС, работал в газетах «Отважный воин» Архангельского военного округа, «Знамя Родины» Воронежского военного округа. До 1962 года работал в Воронежском технологическом институте в кинофотолаборатории, которую сам же организовал. Затем 7 лет работал в Венгрии в газете «Ленинское знамя» Южной группы войск. Снимал ч/б негатив, цветной негатив, слайд 35 мм, 6х6, 9х12 и 13х18. Член Союза журналистов.
В. Е. Шумилов проводил большую военно-патриотическую работу среди молодёжи. Им созданы и работают семь школьных музеев и уголков боевой славы, занимался организацией мемориального фотомузея на Чижовском плацдарме.
Умер в 24 июля 2009 года в Воронеже.

## Работы
- Четыре персональных выставки, награждён бронзовыми медалями ВДНХ;[4] В его коллекции есть снимки и обычных бойцов, и Героев Советского Союза, и разных мировых знаменитостей: Майя Плисецкая, Валентина Терешкова, Никита Хрущёв, Морис Торез, Анастас Микоян и других[1].
- Мемуары о боевых товарищах из 1-й гвардейской танковой бригады: Шумилов В. Е. Раздумье у рейхстага. — Воронеж, 2000.
- Публикации в книгах Ю. А. Жукова «Люди 40-х годов», М. Е. Катукова «На острие главного удара», «Первые гвардейцы-танкисты», «Помним», «Память»[4]
- Фотоальбом «Солдаты стальной гвардии»
- Иллюстрация книг о 1-й гвардейской танковой бригады, в частности большинство фотоснимков в книге «Книга памяти первогвардейцев-танкистов 1941—1945 гг» сделаны В. Е. Шумиловым[5].
- Фотоальбом «Золотые звёзды воронежцев», в который вошли 305 фотографий Героев Советского Союза (уроженцев и проживающих в Воронежской области)[6].

Коллекции В. Е. Шумилова представлены в Музее обороны Москвы, Музее Вооружённых Сил, Воронежском краеведческом музее, а также в семи школьных музеях и уголках боевой славы, в частности в музее Боевой Славы имени В. Е. Шумилова школы № 3 в городе Строитель Белгородской области.

## Награды и звания
- Орден Отечественной войны II степени
- два ордена Красной Звезды (22 января 1944[8], 7 июня 1945[9])
- медали, в том числе:
  - медаль «За отвагу» (30 апреля 1945[10])
  - медаль «За боевые заслуги» (6 мая 1943[11])
  - медаль «За оборону Москвы»
  - а также 18 юбилейных медалей[3]

Почётный гражданин города Чорткова Тернопольской области Украины. За большой вклад в военно-патриотическое воспитание молодёжи награждён знаком «Отличник народного просвещения».

## Память
В Архивной службе Воронежской области хранятся автобиография, документы о трудовой деятельности, наградах, диплом Почётного гражданина г. Чорткова; рукопись книги «Раздумья у рейхстага», статьи о боевом пути 1-й гвардейской танковой бригады под командованием Героя Советского Союза генерал-майора М. Е. Катукова, фотопортреты Героев Советского Союза (уроженцев и проживающих в Воронежской области), плакат «Золотые звёзды воронежцев», негативы фотовыставки «В жарких боях за Чижовку», а также статьи о творчестве, отзывы о персональных фотовыставках В. Е. Шумилова.
Личный фотоаппарат В. Е. Шумилова хранится в музее Боевой Славы имени В. Е. Шумилова школы № 3 в городе Строитель Белгородской области.

## Оценки и мнения
…Завидное умение:

Он с «лейкою» вдвоём

Бессмертные мгновения

Снимает под огнём.

И спорят снимки

с временем,

Сияя сквозь года:

Вот славою овеянный

Герой-танкист Бурда;

Среди лесов исхоженных

Встаёт другой герой -

В открытом шлеме

кожаном

Самохин молодой…

…Давно не слышно

выстрелов,

Гвардейцев многих нет…

Волнует душу выставка -

Легенда славных лет.
В. Д. Серков, бывший пропагандист политотдела 1-й гвардейской танковой бригады, гвардии майор запаса:

…он довольно часто был вместе со мной у танкистов и пехотинцев, у зенитчиков и разведчиков, как в дни боёв, так и во время передышки. Порою уходил и один. Его знали все, и он знал почти всех, а уж отличившихся в боях обязательно. Его смелость и общительность, энергия и инициатива, неисчерпаемый запас свежих новостей о боевых делах гвардейцев делали его своим в любом подразделении. Нередко можно было слышать: «Ребята! К нам Шумильчик пришёл…». И в миг его окружали, расспрашивали. Он охотно выполнял просьбы воинов сделать фотооткрытки для родных и близких. Многие истосковавшиеся матери получали в письмах из пекла боёв замечательные фотографии своих дорогих сыновей, невесты — женихов, которых они так ждали.
На первый взгляд это мелочь, но тогда, особенно в дни напряжённых боев 1941 и 1942 годов это имело своё большое значение. Многие не вернулись с войны, но в семейных альбомах и застеклённых рамках как вечная память остались фронтовые фотографии своих родных и близких. Когда я говорю об этом, я имею в виду не только павших смертью храбрых комбрига Горелова и Темника, комбата Бурду, начальника политотдела Ружина, Героев Советского Союза Любушкина и Шаландина, Жукова, но и сотни других наших боевых товарищей, прах которых покоится на нелёгком ратном пути бригады от стен Москвы до Берлина. А те, что здравствуют и ныне, по фотографиям лучше вспоминают свою боевую молодость или опалённую огнями боевую зрелость, с гордостью показывают их своим детям и внукам. Виктор Шумилов запечатлел на фотоплёнку все основные этапы боевого пути бригады, многие эпизоды — вручение гвардейского знамени и орденов бригаде, клятву гвардейцев на верность Родине и священной мести врагу, танки в походе и в бою.
…
Его фотографии говорили о том, что он умел проникнуть в глубину человеческих чувств. Вспоминаю, когда в одной из наступательных операций летом 1943 года на Украине, находясь вместе с автоматчиками танкового десанта, я увидел на рассвете знакомую фигуру нашего фотолетописца, прижавшегося к башне.

На мой вопрос, какая из фотографий наиболее дорога Виктору Егоровичу, он затруднился ответить. И действительно, каждый снимок — детище, созданное автором с душой. А всех детей как обычно любят одинаково. И тем не менее, нашлась фотография, которая дороже всех для Виктора Егоровича. На ней шестимесячная правнучка Наташа и букет роз. Когда-нибудь, заглянув на розы, она непременно спросит у мамы: «Что это?». И мама расскажет ей долгую и поучительную историю про человек-легенду…
— Мария Хоружая. Фотокор-легенда // Газета «Эфир»